# 55555 ДНК
55555 ДНК (55555 DNA) — астероїд головного поясу, відкритий 19 грудня 2001 року.
Тіссеранів параметр щодо Юпітера — 3,376.